# 9437 Hironari
9437 Hironari eller 1997 EA3 är en asteroid i huvudbältet som upptäcktes den 4 mars 1997 av den japanska astronomen Takao Kobayashi vid Ōizumi-observatoriet. Den är uppkallad efter Hironari Yamane.
Asteroiden har en diameter på ungefär 4 kilometer.